# Liparis salassia
Liparis salassia là một loài thực vật có hoa trong họ Lan. Loài này được (Pers.) Summerh. mô tả khoa học đầu tiên năm 1953.